# Asteriscium closii
Asteriscium closii là một loài thực vật có hoa trong họ Hoa tán. Loài này được (Kuntze) Mathias & Constance mô tả khoa học đầu tiên năm 1962.